# Società del Cuore della Madre Ammirabile
La Società del Cuore della Madre Ammirabile è un'associazione femminile fondata da Giovanni Eudes per la cura delle chiese, l'assistenza ai malati e l'insegnamento del catechismo.
I membri, pur conducendo una vita religiosa, vivono nel secolo senza voti pubblici. Papa Pio X, in un breve del 18 maggio 1915, definì la Società una sorta di terz'ordine secolare.
In origine la Società era attiva essenzialmente in Normandia e Bretagna (appartenevano al sodalizio anche Jeanne Jugan, fondatrice delle Piccole Sorelle dei Poveri, e Amélie-Virginie Fristel, fondatrice delle Suore dei Sacri Cuori di Gesù e di Maria) ma a opera dei missionari della Congregazione di Gesù e Maria si è diffusa anche nelle Americhe.